# 蠣崎吉広
蠣崎 吉広（かきざき よしひろ）は、安土桃山時代から江戸時代前期にかけての武将。吉広系蠣崎家初代。

## 生涯
蠣崎季広の九男で、松前慶広の弟。吉広は兄・慶広の仮養子となり、文禄元年（1592年）に豊臣秀吉に、慶長5年（1600年）に徳川家康に拝謁している。この家康に拝謁した年から慶広の居城・松前城（福山館）の築城、城下町の建設に協力した。慶長19年（1614年）、流罪に処されていた花山院忠長が赦免された際、吉広が忠長を京都まで送り届けた。
後に慶広との仮養子関係は解消されたが、慶広から公広、氏広と3代の藩主を補佐して松前藩の藩政も担当し、歴代藩主から厚い信任を受けた。
吉広の子孫はその後、松前藩の重臣として藩政に関与した。なお、江戸時代中期の風俗画家として有名な蠣崎広年（蠣崎波響）は、家系上は吉広の子孫である（実際は8代藩主・松前資広の五男のため、血縁関係は無い）。

## 系譜
- 父：蠣崎季広（1507-1595）
- 母：不詳
- 養父：松前慶広（1548-1616）
- 兄弟姉妹
  - 長女：南条広継正室
  - 長男：蠣崎舜広（1539-1561）
  - 次男：明石元広（?-1562） - 明石季衡の養子
  - 三男：松前慶広
  - 四男：蠣崎随良 - 法源寺住持
  - 五男：蠣崎正広 - 正広系蠣崎家初代
  - 六男：蠣崎長広 - 定広、長広系蠣崎家初代
  - 七男：蠣崎定広 - 信広、但馬守
  - 八男：蠣崎包広 - 与三郎、典三郎、早世
  - 九男：蠣崎吉広（?-1645） - 吉広系蠣崎家初代
  - 十男：蠣崎仲広 - 助五郎
  - 十一男：蠣崎守広（1564-1635） - 忠広、広勝、守広系蠣崎家初代
  - 十二男：蠣崎員広 - 景広、主水助、員広系蠣崎家初代
  - 十三男：蠣崎貞広 - 右衛門大夫、兄：正広の養子
  - 女子：下国師季正室
  - 女子：喜庭季信室
  - 四女：小平季遠室
  - 女子：厚谷季貞室
  - 女子：安東茂季正室
  - 女子：村上忠儀室
  - 女子：神浦季綱室
  - 女子：下国重季室
  - 女子：下国直季室
  - 女子：佐藤季連室
  - 女子：村上直儀室
  - 十三女：新井田広貞室
- 室：不詳
- 生母不明の子女
  - 男子：蠣崎重広
  - 男子：蠣崎次広
  - 男子：蠣崎清広
  - 男子：蠣崎在広
  - 女子：松前利広室
  - 女子：下国広季室
  - 女子：明石包好室